# 国道317号

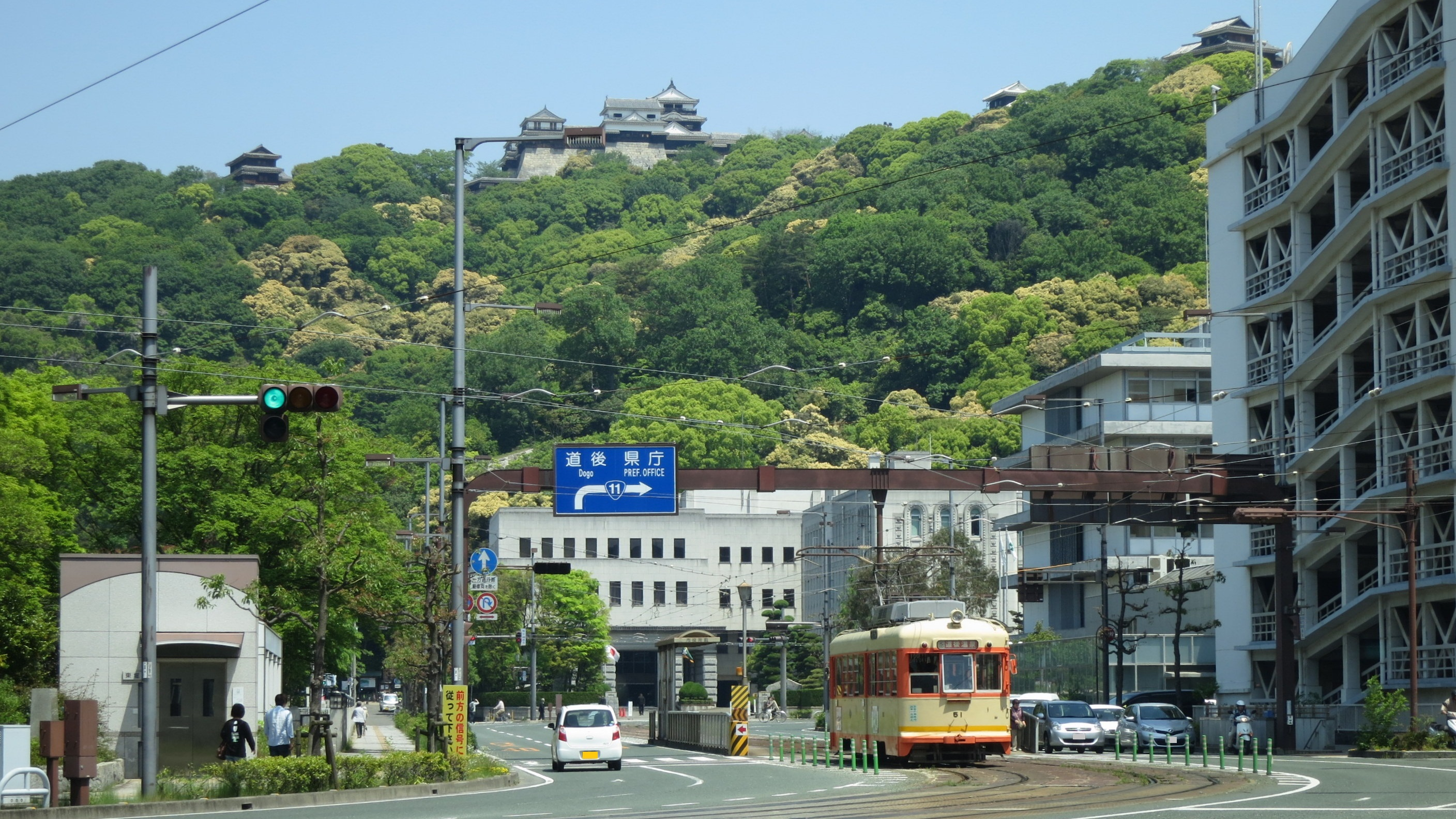
国道317号 起点（国道11号上）
愛媛県松山市 市役所前交差点

国道317号（こくどう317ごう）は、愛媛県松山市から今治市を経由して、広島県尾道市に至る一般国道である。

## 概要

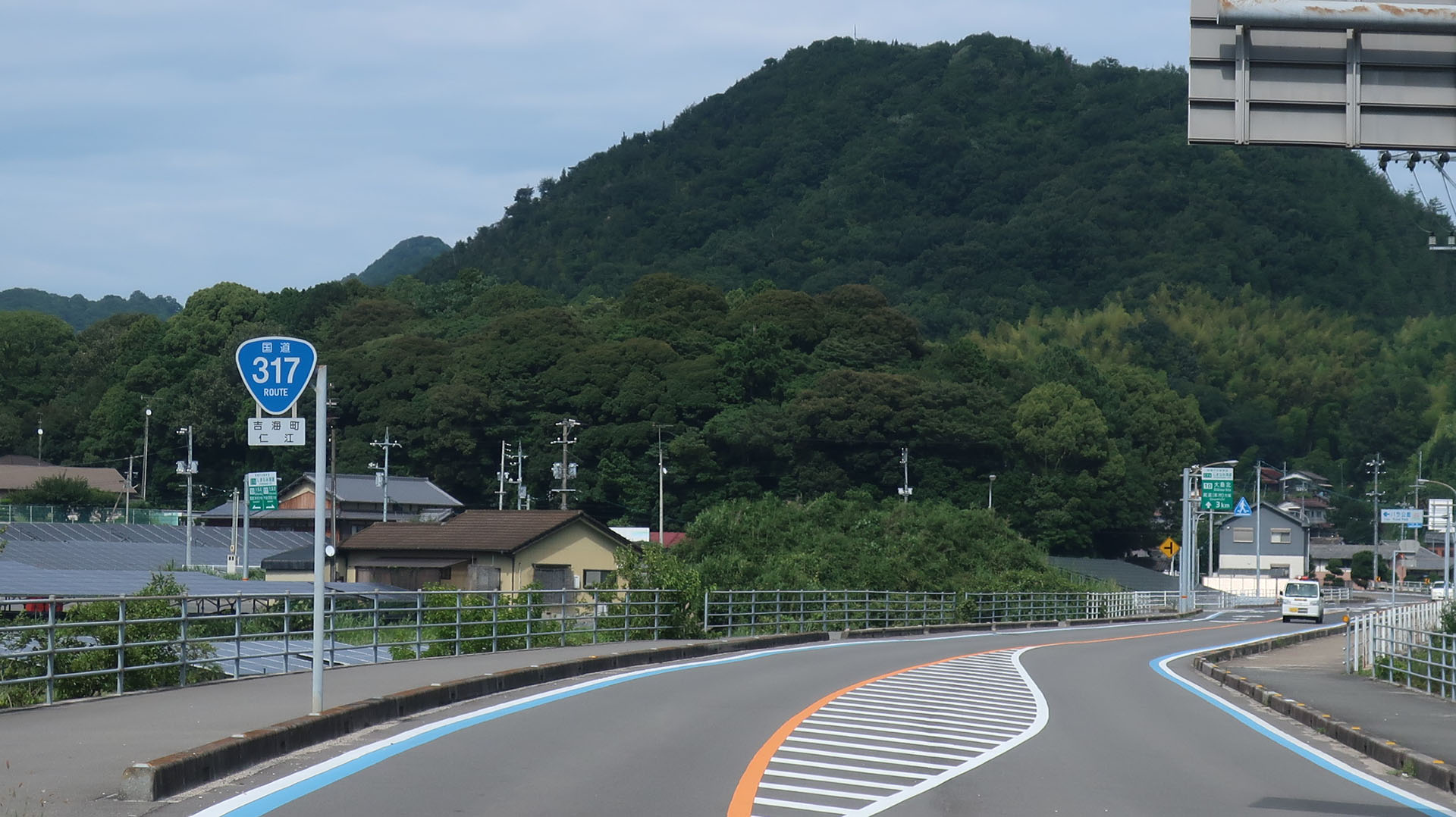
愛媛県今治市吉海町（大島）
（2020年7月撮影）

四国側の松山市から瀬戸内海の島々を渡り、本州側の尾道市へ達する路線である。海上区間を含む一般道路の現道のほかに、本州四国連絡道路3路線のうちの1路線、尾道・今治ルートとして整備された並行する自動車専用道路である西瀬戸自動車道（しまなみ海道）は、国道317号の有料バイパス扱いである。来島海峡に架かる来島海峡大橋は、世界初の3連吊橋として知られる。

### 路線データ
一般国道の路線を指定する政令に基づく起終点および重要な経過地は次のとおり。
- 起点：松山市（二番町4丁目7番2[4]、市役所前交差点 = 国道11号・国道33号・国道56号終点、国道379号・国道440号・国道494号起点）
- 終点：尾道市（尾道大橋入口交差点 = 国道2号交点）
- 重要な経過地：今治市、愛媛県越智郡吉海町[注釈 3]、同郡宮窪町[注釈 3]、同郡伯方町[注釈 3]、同郡上浦町[注釈 3]、広島県豊田郡瀬戸田町[注釈 4]、因島市[注釈 4]、同県御調郡向島町[注釈 5]
- 総延長 : 189.5 km（広島県 62.9 km、愛媛県 126.6 km）重用延長、未供用延長（海上区間）を含む。[5][注釈 6]
- 重用延長 : 0.1 km（広島県 0.0 km、愛媛県 0.1 km）[5][注釈 6]
- 未供用延長 : 17.0 km（広島県 1.9 km、愛媛県 15.1 km）[5][注釈 6]
  - 未供用延長のうち海上区間 : 15.1 km（広島県 - km、愛媛県 15.1 km）[5][注釈 6]
- 実延長 : 172.4 km（広島県 61.1 km、愛媛県 111.4 km）[5][注釈 6]
  - 現道 : 158.1 km（広島県 58.0 km、愛媛県 100.1 km）[5][注釈 6]
  - 旧道 : 14.3 km（広島県 3.0 km、愛媛県 11.3 km）[5][注釈 6]
  - 新道 : なし[5][注釈 6]
- 指定区間：今治市矢田字管ケ谷甲150番 - 尾道市高須町字持江山20602番1（西瀬戸自動車道今治IC - 西瀬戸尾道IC）、国道11号と重複する区間（愛媛県松山市・市役所前交差点（起点） - 勝山交差点）[4]
  - ※今治市片山二丁目238番3 -（経由地省略）- 尾道市尾崎本町甲278番1（片山交差点 - 一般道区間 - 尾道大橋入口交差点）を除く

## 歴史
- 1970年（昭和45年）4月1日 - 一般国道317号（今治市 - 尾道市）として指定施行。
- 1982年（昭和57年）4月1日 - 起点側の今治市 - 松山市の区間を編入し、一般国道317号（松山市 - 尾道市）として指定施行[6]。この時点では未開通区間が存在した。
- 1997年（平成9年） - 水ヶ峠トンネル開通。これにより全通[7]。
- 2002年度（平成14年度） - 尾道市因島中庄町のバイパス工事事業を開始[8]。
- 2016年（平成28年）3月 - 尾道市因島中庄町のバイパス工事事業が本格化[8]。
- 2019年度（平成31年度） -  尾道市因島中庄町のバイパス工事事業が着工予定[8]。
- 2022年（令和4年）7月6日 - 同国道の青影バイパス開通日が同年7月29日と報道[注釈 7]。

## 路線状況

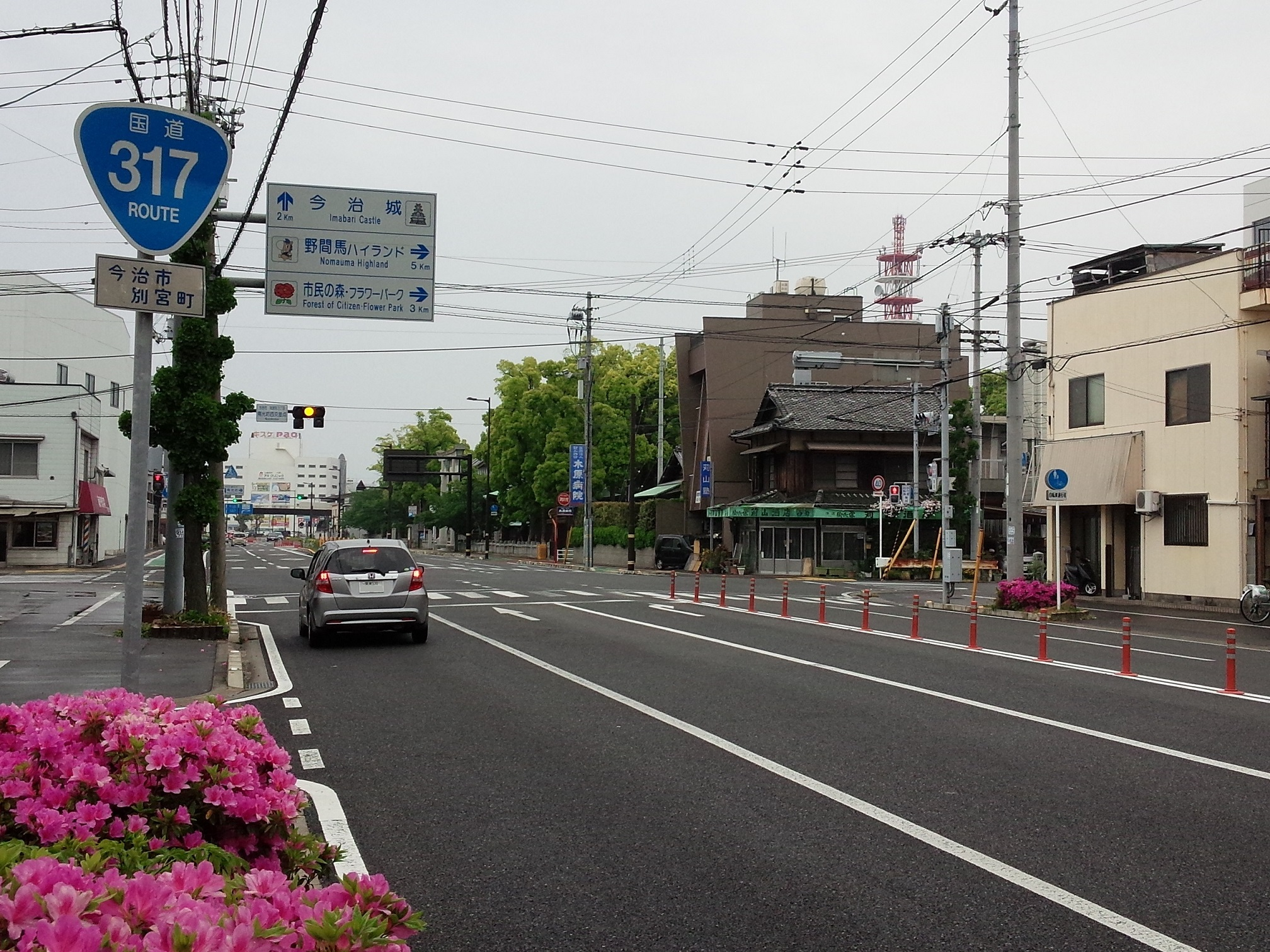
今治市別宮町付近
（2015年5月）

起点の松山市役所前には、四角柱型の国道7路線の起終点も兼ねた起点標が建つ。四国側にある今治市の山間部分は、ブラインドカーブも多くうねった片側一車線とは別に緩いカーブの片側一車線の新線が完成し、安全性が向上した。同様の改良手法は、国道56号や国道378号でも採られている。

### バイパス
- 藤野バイパス
  - 松山市玉谷町 - 藤野町間延長600 mのバイパスで交通事故減少と時間短縮を目的に、2002年（平成14年）から工事を着手し、2006年（平成18年）11月22日に開通した[11]。
- 今治玉川バイパス
  - 今治市玉川町龍岡下から鈍川温泉入口交差点（愛媛県道154号東予玉川線との交点）間の山間部では2005年（平成17年）まで、急なカーブなどの線形不良区間が続いていたが、2002年（平成14年）から改良工事に着手し2005年（平成17年）に完成した。現在その区間の松山方面には登坂車線が設けられている。また松山から今治方面に向かう際、直線の急な下り坂となっているが、下り坂直後に信号があるため注意が必要である。
- E76 西瀬戸自動車道

### 重複区間

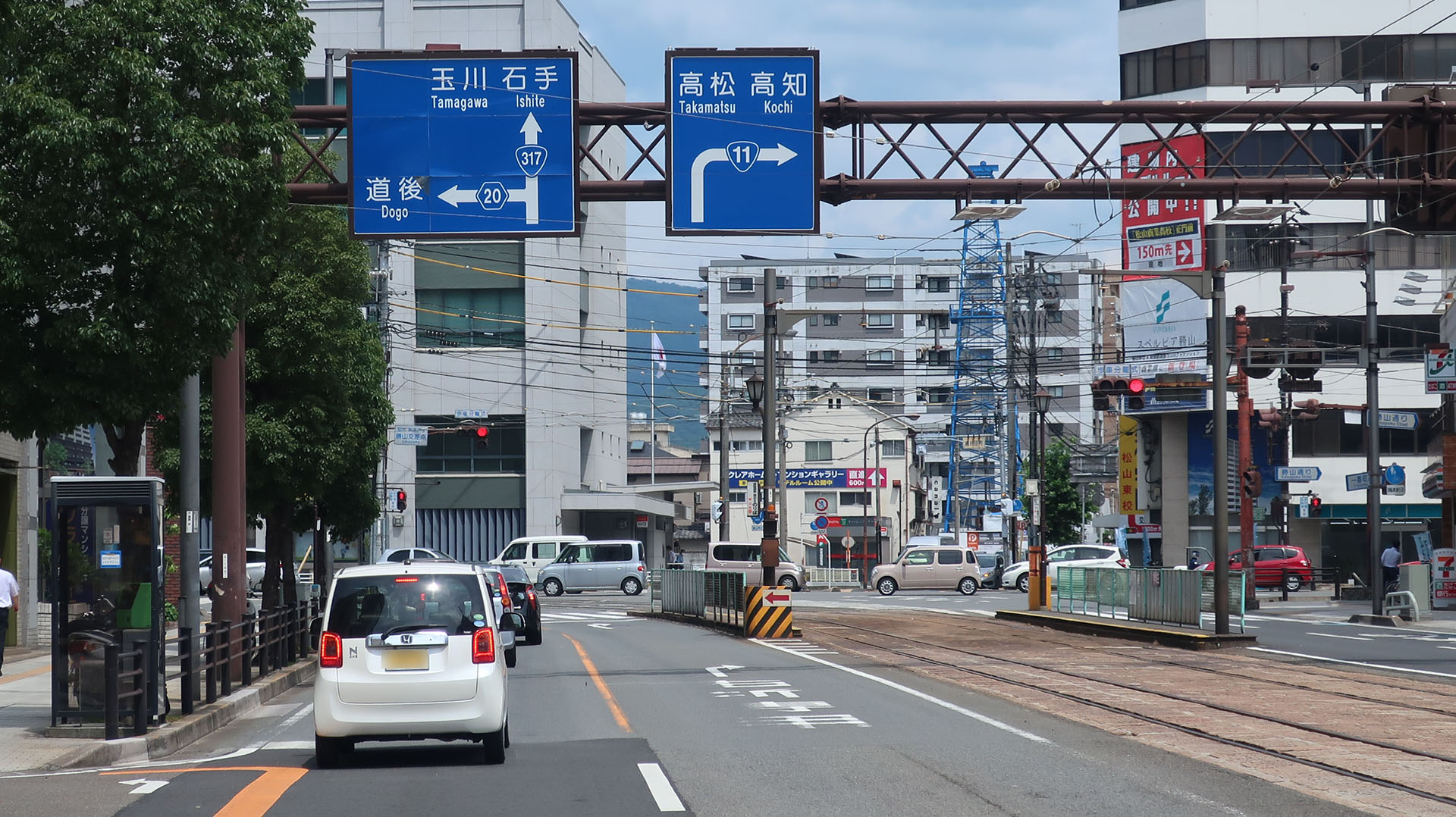
国道11号（重複区間）との分岐
松山市勝山町・勝山交差点

- 国道11号・国道33号・国道379号・国道440号・国道494号（愛媛県松山市二番町2丁目・松山市役所前交差点（起点） 松山市勝山町1丁目・勝山交差点）

### 海上区間
一般道路部の海上区間は今治港 - 下田水港や井口港 - 垂水港など7区間あるが、西瀬戸自動車道（しまなみ海道）の開通によって、海上区間は事実上解消されている。国道30号の瀬戸大橋ルートとは異なり、しまなみ海道は全区間を徒歩で歩くこともできることが道路の特徴であるが、国道317号としての機能は自動車専用部のみで、歩行者用道路部は県道の指定となっている。
- 愛媛県今治市（今治港） - 同（下田水港）
- 愛媛県今治市宮窪町宮窪 - 同市伯方町木浦
- 愛媛県今治市伯方町伊方 - 同市上浦町瀬戸
- 愛媛県今治市（井口港） - 広島県尾道市（垂水港）
- 広島県尾道市因島洲江町 - 同市因島田熊町
- 広島県尾道市因島大浜町 - 同市向島町
- 広島県尾道市向東町 - 同市（尾道港）

### 道路施設

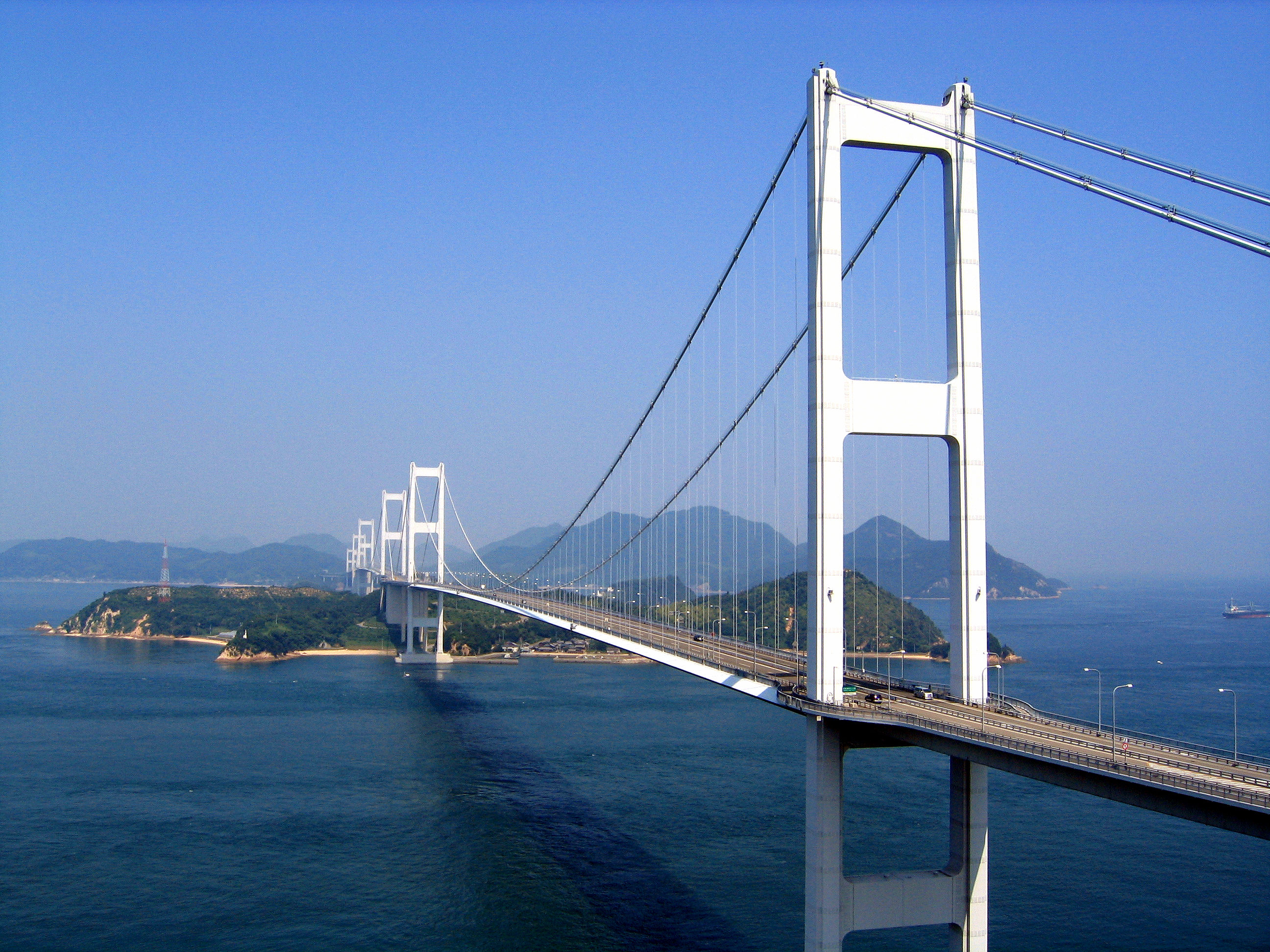
来島海峡大橋

#### 橋梁
- 愛媛県
  - 岩堰橋（石手川、松山市）
  - 黒田橋（松山市）
  - 宮前橋（大野川、今治市）
  - 別宮橋（浅川、今治市）
  - 金子橋（金子川、今治市）
  - 中堀橋（今治市）
  - 地堀橋（今治市）
- 広島県
  - 昭和橋（大川、尾道市）
  - 第二久保田橋（尾道市）
  - 第三久保田橋（倉崎川、尾道市）
  - 新御幸橋（長谷川、尾道市）
  - 東西橋（江郷川、尾道市）
  - 尾道大橋（斜張橋、尾道水道、尾道市）

西瀬戸自動車道
- 愛媛県
  - 来島海峡大橋（来島海峡第一大橋・来島海峡第二大橋・来島海峡第三大橋、今治市）

（三連吊橋、第三は中央支間長1,030 m、第二は中央支間長1,020 m）
  - 伯方・大島大橋（桁橋・吊橋、今治市）
  - 大三島橋（アーチ橋、今治市）
- 広島県
  - 多々羅大橋（斜張橋、中央支間長890 m、尾道市）
  - 生口橋（斜張橋、尾道市）
  - 因島大橋（吊橋、尾道市）
  - 新尾道大橋（斜張橋、尾道水道、尾道市）

#### トンネル
- 愛媛県
  - 湧ヶ淵トンネル：延長256 m、1996年（平成8年）竣工、松山市
  - 雄嶽隧道：延長99 m、1969年（昭和44年）竣工、松山市
  - 日浦トンネル：延長266 m、2006年（平成18年）竣工、松山市
  - 水ヶ峠トンネル：延長2,804 m、幅9.3 m、1994年（平成6年）竣工、松山市 - 今治市
- 広島県
  - 新青影トンネル：延長652 m、2022年（令和4年）竣工、尾道市

#### 道の駅
- 愛媛県
  - よしうみいきいき館（今治市吉海町名）
  - 伯方S・Cパーク（今治市伯方町叶浦）
  - 今治市多々羅しまなみ公園（今治市上浦町井口）

### 交通量
24時間交通量（台） 道路交通センサス
| 観測地点                 | 平成22（2010）年度 |
| ------------------------ | ------------------ |
| 尾道市瀬戸田町萩         | 01,635             |
| 尾道市因島洲江町江尻     | 02,729             |
| 尾道市因島中庄町恵美須崎 | 14,322             |
| 尾道市向島町富浜         | 08,026             |
| 尾道市向東町三ツ石       | 23,374             |

（出典：「平成22年度道路交通センサス」（国土交通省ホームページ）より一部データを抜粋して作成）

## 地理

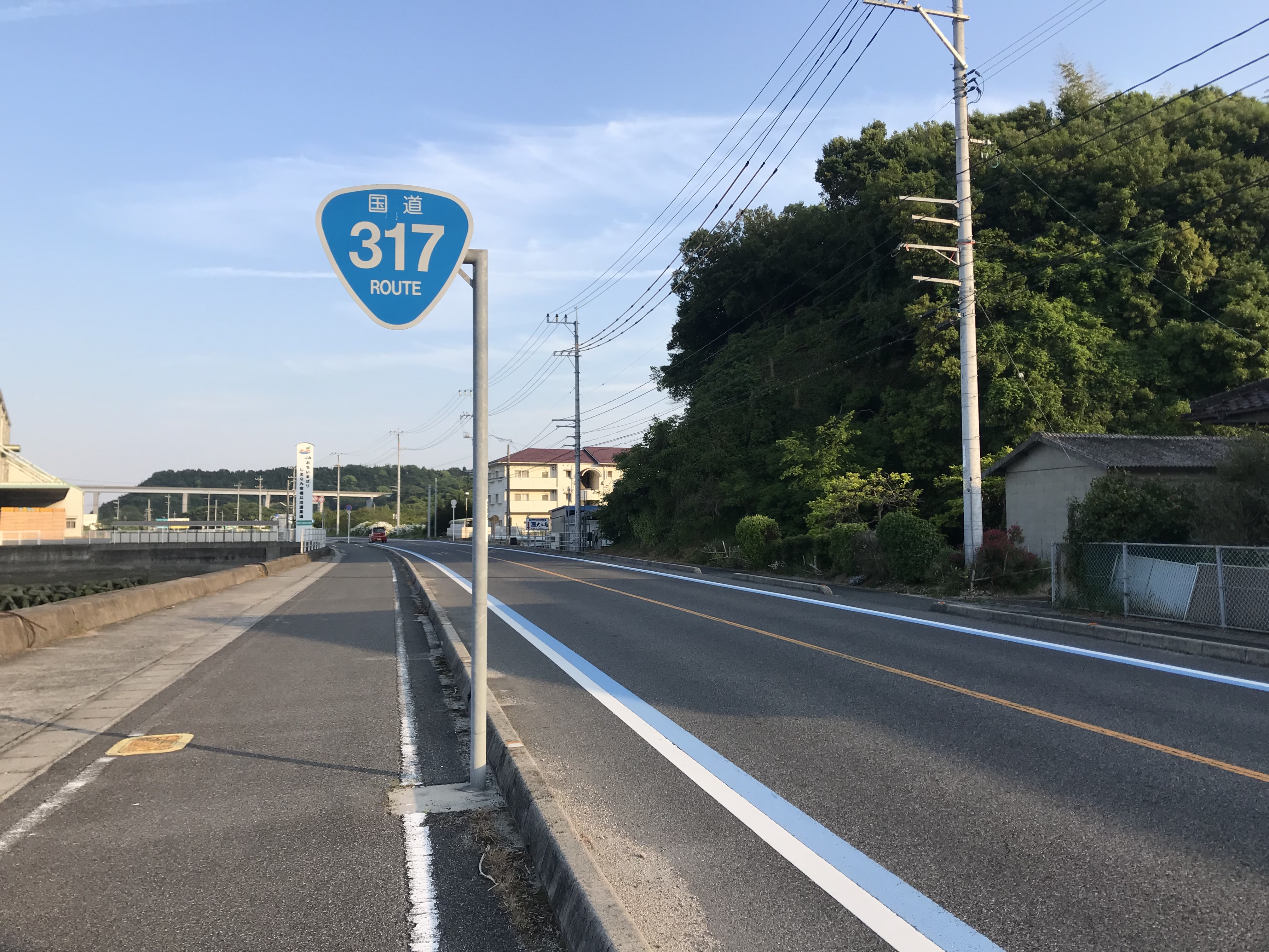
今治市上浦町井口（大三島）
（2018年4月撮影）

四国・松山市には道後温泉があり、山を越えて瀬戸内海へ出ると国内有数のタオルの生産地で知られる今治市の市街地である。今治から瀬戸内海に浮かぶ馬島、大島、見近島、伯方島、大三島、生口島、因島、向島と巡り渡って本州の尾道市を走る国道2号で終わり、国道路線の中でも最も多くの島を渡る国道である。独特の風情ある風景の美しさではよく知られる瀬戸内海とその島々は、瀬戸内海国立公園内の観光地でもあり、島ごとに温泉や道の駅なども点在する。

### 通過する自治体
- 愛媛県
  - 松山市 - 今治市
- 広島県
  - 尾道市

### 交差する道路
| 交差する道路 | 都道府県名 | 市町村名 | 交差する場所         | 交差する場所                            |
| --- | ---------- | -------- | -------------------- | --------------------------------------- |
| 国道11号 重複区間起点 国道33号 重複区間起点 国道56号 国道379号 重複区間起点 国道440号 重複区間起点 国道494号 重複区間起点               | 愛媛県     | 松山市   | 二番町4丁目          | 市役所前交差点 / 起点                   |
| 国道11号 重複区間終点 国道33号 重複区間終点 国道379号 重複区間終点 国道440号 重複区間終点 国道494号 重複区間終点 愛媛県道20号松山北条線 | 愛媛県     | 松山市   | 勝山町1丁目          | 勝山交差点                              |
| 愛媛県道334号松山川内線 | 愛媛県     | 松山市   | 此花町               | 此花町交差点                            |
| 愛媛県道40号松山東部環状線 重複区間起点                                                                                                 | 愛媛県     | 松山市   | 石手2丁目            | 遍路橋北交差点                          |
| 愛媛県道187号六軒家石手線 | 愛媛県     | 松山市   | 石手3丁目            | 石手寺交差点                            |
| 愛媛県道40号松山東部環状線 / 別線 | 愛媛県     | 松山市   | 溝辺町               |                                         |
| 愛媛県道40号松山東部環状線 重複区間終点                                                                                                 | 愛媛県     | 松山市   | 末町                 |                                         |
| 愛媛県道179号湯山北条線 | 愛媛県     | 松山市   | 湯山柳               |                                         |
| 愛媛県道196号河中平井停車場線 | 愛媛県     | 松山市   | 河中町               |                                         |
| 愛媛県道178号湯山高縄北条線 | 愛媛県     | 松山市   | 東川町               |                                         |
| 愛媛県道17号北条玉川線 | 愛媛県     | 今治市   | 玉川町龍岡下         |                                         |
| 愛媛県道154号東予玉川線 | 愛媛県     | 今治市   | 玉川町長谷           |                                         |
| 愛媛県道163号鈍川伊予大井停車場線 | 愛媛県     | 今治市   | 玉川町大野           |                                         |
| 愛媛県道155号今治丹原線 重複区間起点 | 愛媛県     | 今治市   | 高橋                 |                                         |
| 愛媛県道155号今治丹原線 重複区間終点 | 愛媛県     | 今治市   | 別名                 |                                         |
| 国道196号 | 愛媛県     | 今治市   | 片山2丁目            | 片山交差点                              |
| 愛媛県道156号桜井山路線 | 愛媛県     | 今治市   | 片山3丁目            |                                         |
| 愛媛県道38号今治波方港線 重複区間起点                                                                                                   | 愛媛県     | 今治市   | 常盤町4丁目          | ドントビ交差点                          |
| 愛媛県道14号今治港線 | 愛媛県     | 今治市   | 別宮町1丁目          |                                         |
| 愛媛県道157号今治停車場線 | 愛媛県     | 今治市   | 別宮町2丁目          |                                         |
| 愛媛県道38号今治波方港線 重複区間終点                                                                                                   | 愛媛県     | 今治市   | 別宮町3丁目          | 南光坊西交差点                          |
| E76 西瀬戸自動車道 / 瀬戸内しまなみ海道                                                                                                 | 愛媛県     | 今治市   | 高部                 | 12 今治北IC                             |
| 愛媛県道161号糸山公園線 | 愛媛県     | 今治市   | 高部                 |                                         |
| 愛媛県道158号波止浜停車場線 | 愛媛県     | 今治市   | 波止浜               |                                         |
| 愛媛県道15号大西波止浜港線 | 愛媛県     | 今治市   | 内堀2丁目            |                                         |
| 愛媛県道160号今治波止浜線 | 愛媛県     | 今治市   | 波止浜3丁目          |                                         |
| 愛媛県道49号大島環状線 重複区間起点 | 愛媛県     | 今治市   | 吉海町臥間           |                                         |
| 愛媛県道49号大島環状線 重複区間終点 | 愛媛県     | 今治市   | 吉海町名             |                                         |
| E76 西瀬戸自動車道 / 瀬戸内しまなみ海道                                                                                                 | 愛媛県     | 今治市   | 吉海町名宮窪町宮窪   | 11 大島南IC                             |
| E76 西瀬戸自動車道 / 瀬戸内しまなみ海道                                                                                                 | 愛媛県     | 今治市   | 宮窪町宮窪伯方町叶浦 | 10 大島北IC                             |
| 愛媛県道49号大島環状線 | 愛媛県     | 今治市   | 宮窪町宮窪           |                                         |
| 愛媛県道50号伯方島環状線 重複区間起点                                                                                                   | 愛媛県     | 今治市   | 伯方町木浦           |                                         |
| E76 西瀬戸自動車道 / 瀬戸内しまなみ海道                                                                                                 | 愛媛県     | 今治市   | 伯方町叶浦           | 9 伯方島IC                              |
| 愛媛県道50号伯方島環状線 重複区間終点                                                                                                   | 愛媛県     | 今治市   | 伯方町伊方           |                                         |
| 愛媛県道51号大三島環状線 重複区間起点                                                                                                   | 愛媛県     | 今治市   | 上浦町瀬戸           |                                         |
| E76 西瀬戸自動車道 / 瀬戸内しまなみ海道                                                                                                 | 愛媛県     | 今治市   | 上浦町甘崎           | 8 大三島IC                              |
| 愛媛県道21号大三島上浦線 愛媛県道51号大三島環状線 重複区間終点                                                                          | 愛媛県     | 今治市   | 上浦町井口           |                                         |
| 広島県道81号生口島循環線 重複区間起点                                                                                                   | 広島県     | 尾道市   | 瀬戸田町垂水         |                                         |
| E76 西瀬戸自動車道 / 瀬戸内しまなみ海道                                                                                                 | 広島県     | 尾道市   | 瀬戸田町荻           | 生口島南インター入口交差点 7 生口島南IC |
| 広島県道372号林御寺線 | 広島県     | 尾道市   | 瀬戸田町御寺         | 御寺交差点                              |
| 広島県道81号生口島循環線 重複区間終点                                                                                                   | 広島県     | 尾道市   | 因島洲江町           |                                         |
| 広島県道366号西浦三庄田熊線 | 広島県     | 尾道市   | 因島田熊町           | 金山フェリー前交差点                    |
| E76 西瀬戸自動車道 / 瀬戸内しまなみ海道                                                                                                 | 広島県     | 尾道市   | 因島田熊町           | 因島南インター入口交差点 5 因島南IC     |
| 広島県道366号西浦三庄田熊線 | 広島県     | 尾道市   | 因島中庄町           | 要橋西詰交差点                          |
| 広島県道120号中庄土生線 | 広島県     | 尾道市   | 因島中庄町           | 因島消防署前交差点                      |
| 広島県道367号中庄重井線 | 広島県     | 尾道市   | 因島中庄町           | 因島インター（南）交差点                |
| 広島県道366号西浦三庄田熊線 重複区間起点                                                                                                | 広島県     | 尾道市   | 因島大浜町           |                                         |
| 広島県道366号西浦三庄田熊線 重複区間終点                                                                                                | 広島県     | 尾道市   | 因島大浜町           |                                         |
| 広島県道377号向島循環線 重複区間起点 | 広島県     | 尾道市   | 向島町               |                                         |
| 広島県道377号向島循環線 重複区間終点 | 広島県     | 尾道市   | 向島町               |                                         |
| E76 西瀬戸自動車道 / 瀬戸内しまなみ海道                                                                                                 | 広島県     | 尾道市   | 向島町               | 向島インター入口交差点 3 向島IC         |
| 広島県道377号向島循環線 | 広島県     | 尾道市   | 向島町               | 富浜交差点                              |
| 広島県道377号向島循環線 / 旧道 重複区間起点                                                                                             | 広島県     | 尾道市   | 向島町               | 田尻交差点                              |
| 広島県道376号立花池田線 広島県道377号向島循環線 / 現道 重複区間起点 広島県道377号向島循環線 / 旧道 重複区間終点                         | 広島県     | 尾道市   | 向島町               | 東西橋交差点                            |
| 広島県道377号向島循環線 重複区間終点 | 広島県     | 尾道市   | 向東町               | 二番潟交差点                            |
| E76 西瀬戸自動車道 / 瀬戸内しまなみ海道                                                                                                 | 広島県     | 尾道市   | 山波町               | 2 尾道大橋出入口                        |
| 国道2号 | 広島県     | 尾道市   | 尾崎本町             | 尾道大橋入口交差点 / 終点               |

### 交差する鉄道
- 予讃線
- 山陽本線

## ギャラリー

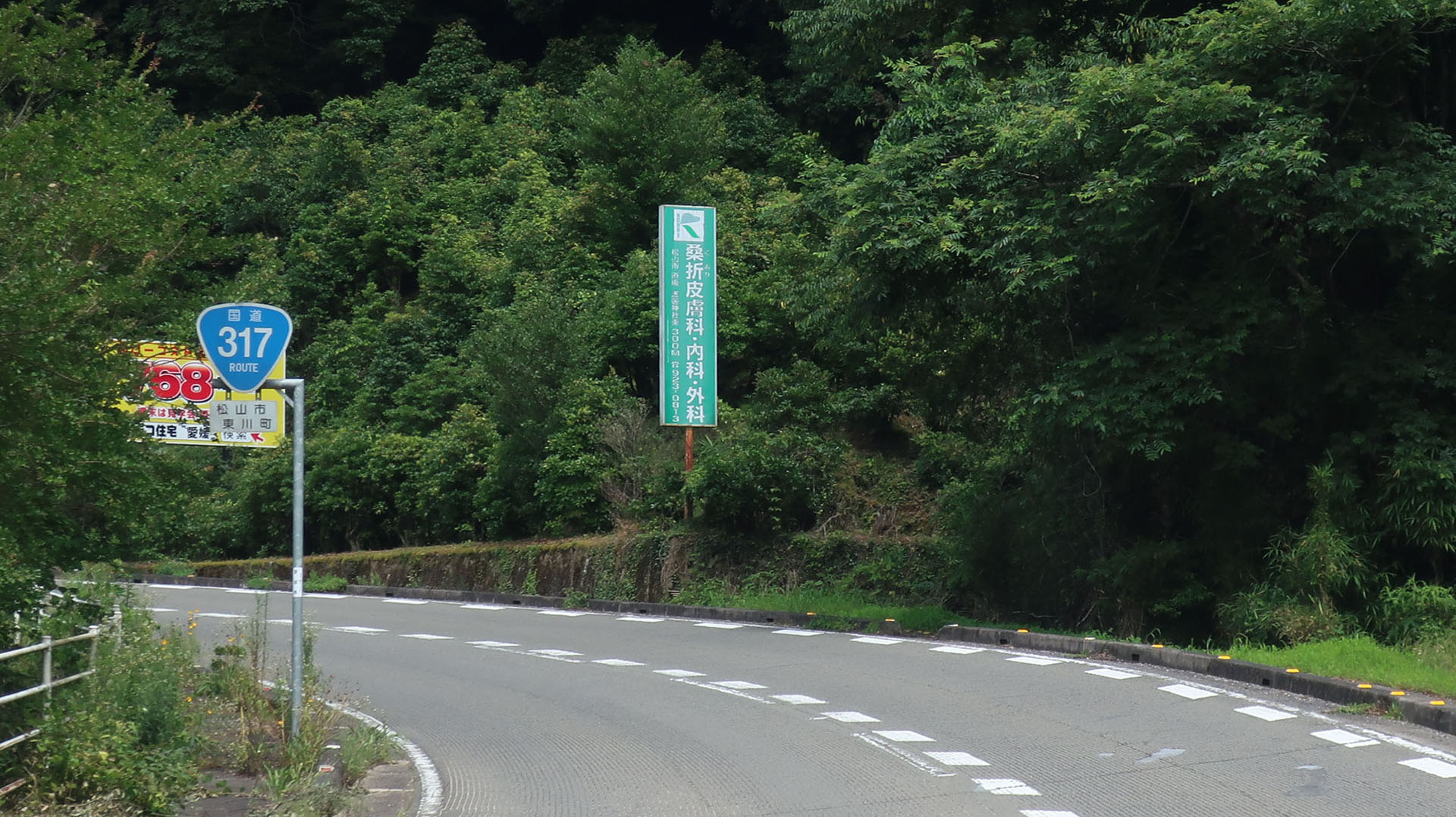
愛媛県松山市東川町
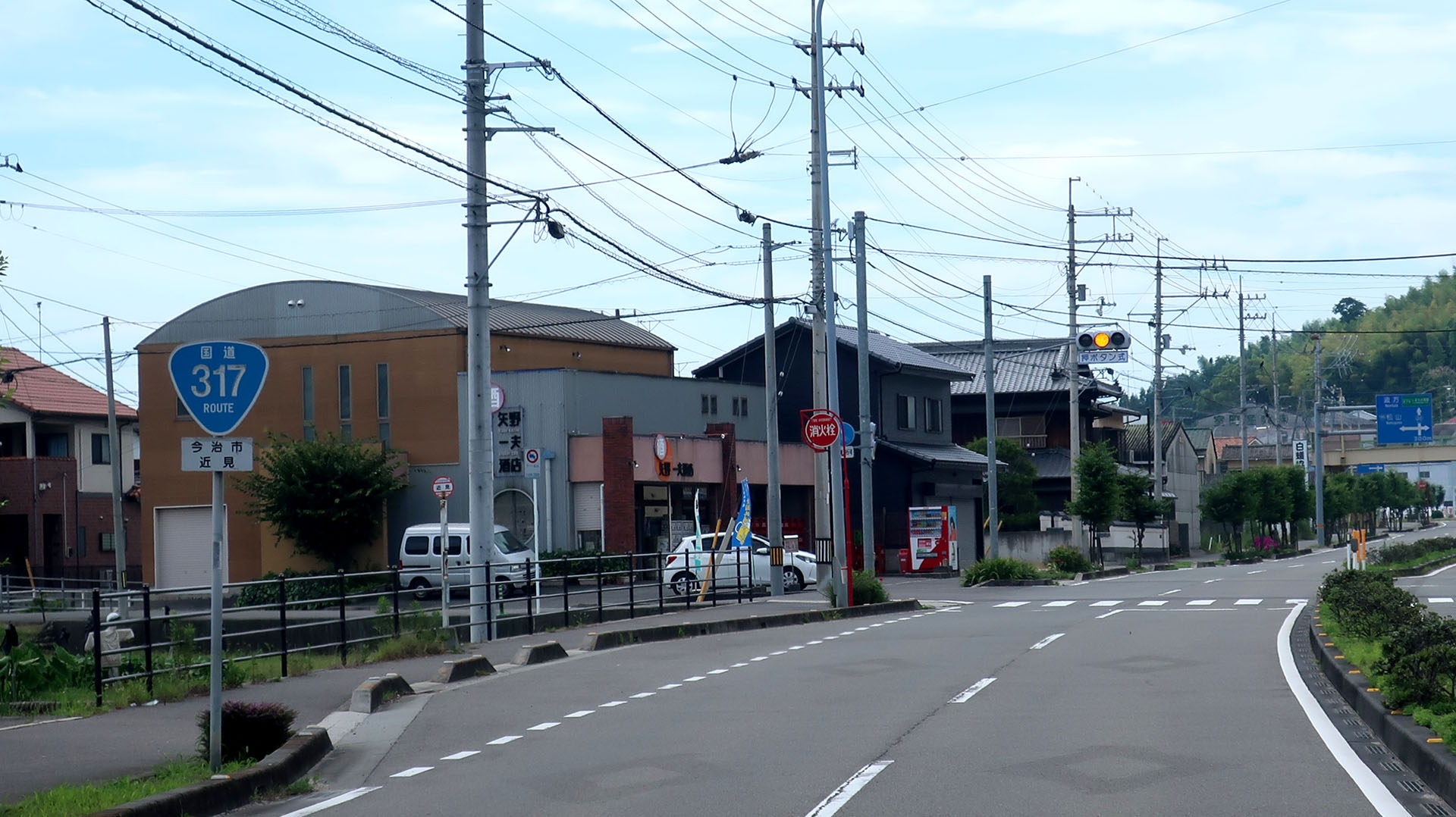
愛媛県今治市近見町 （四国側）
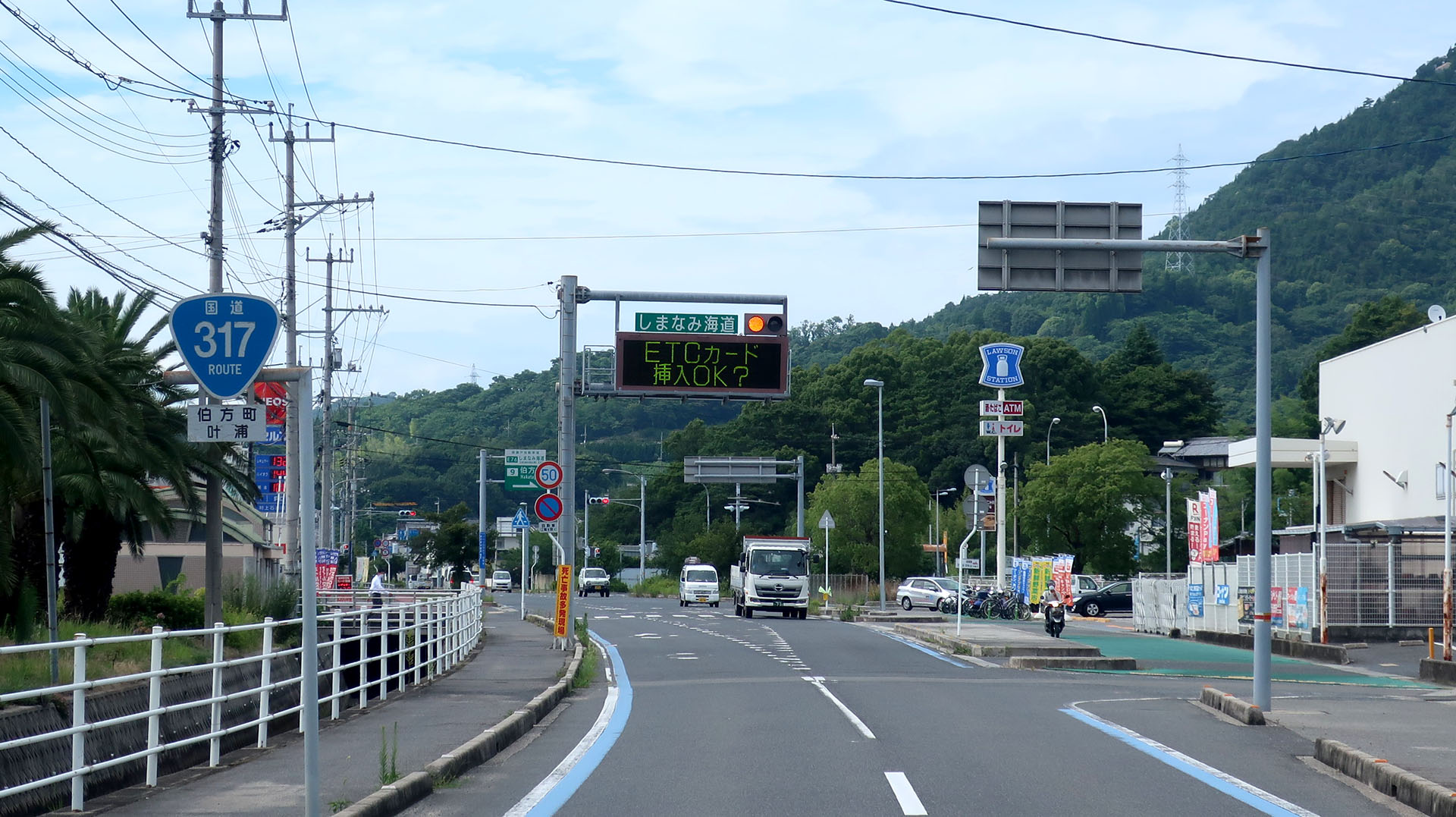
愛媛県今治市伯方町叶浦甲 （伯方島）
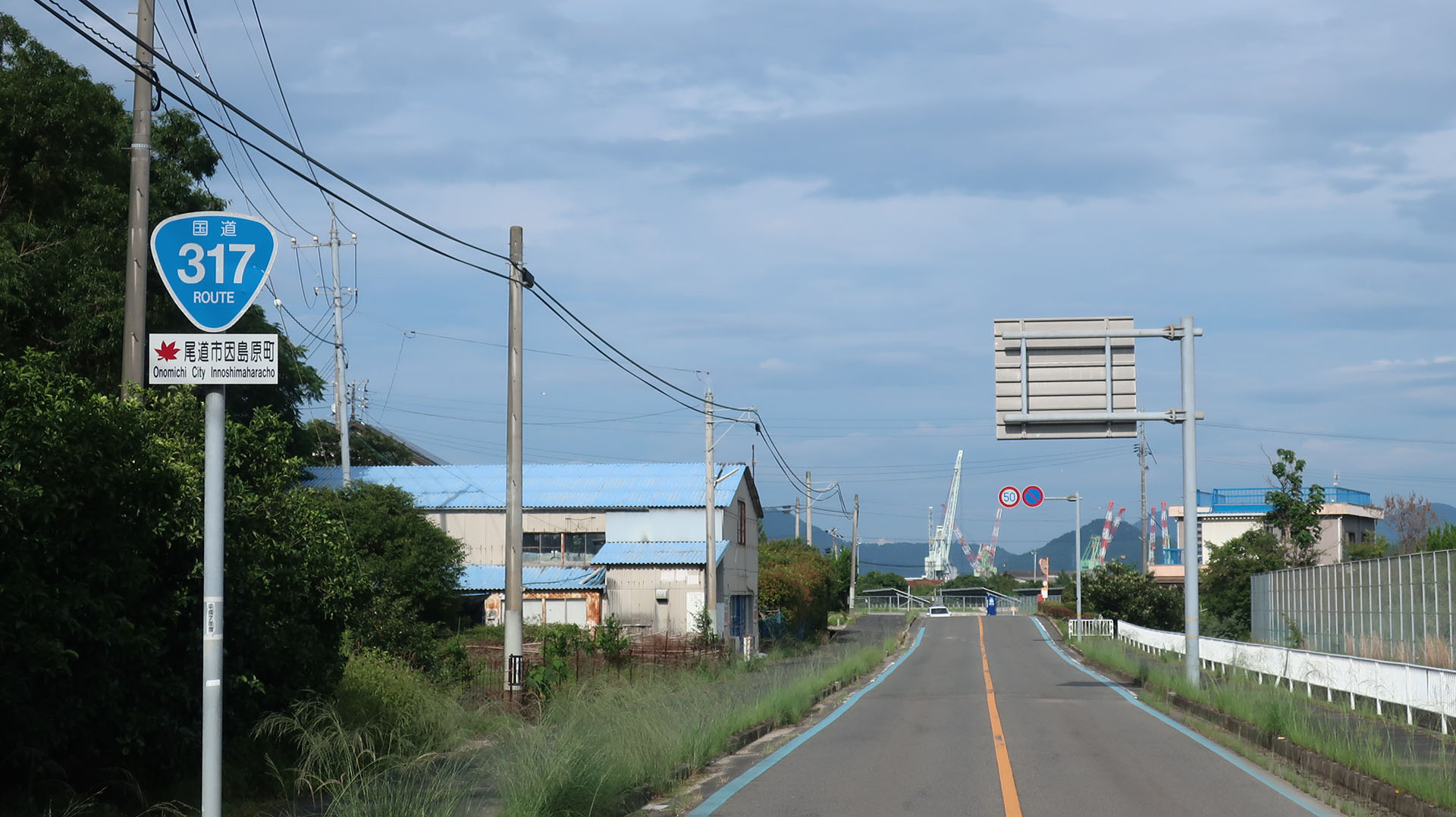
広島県尾道市因島原町 （生口島）
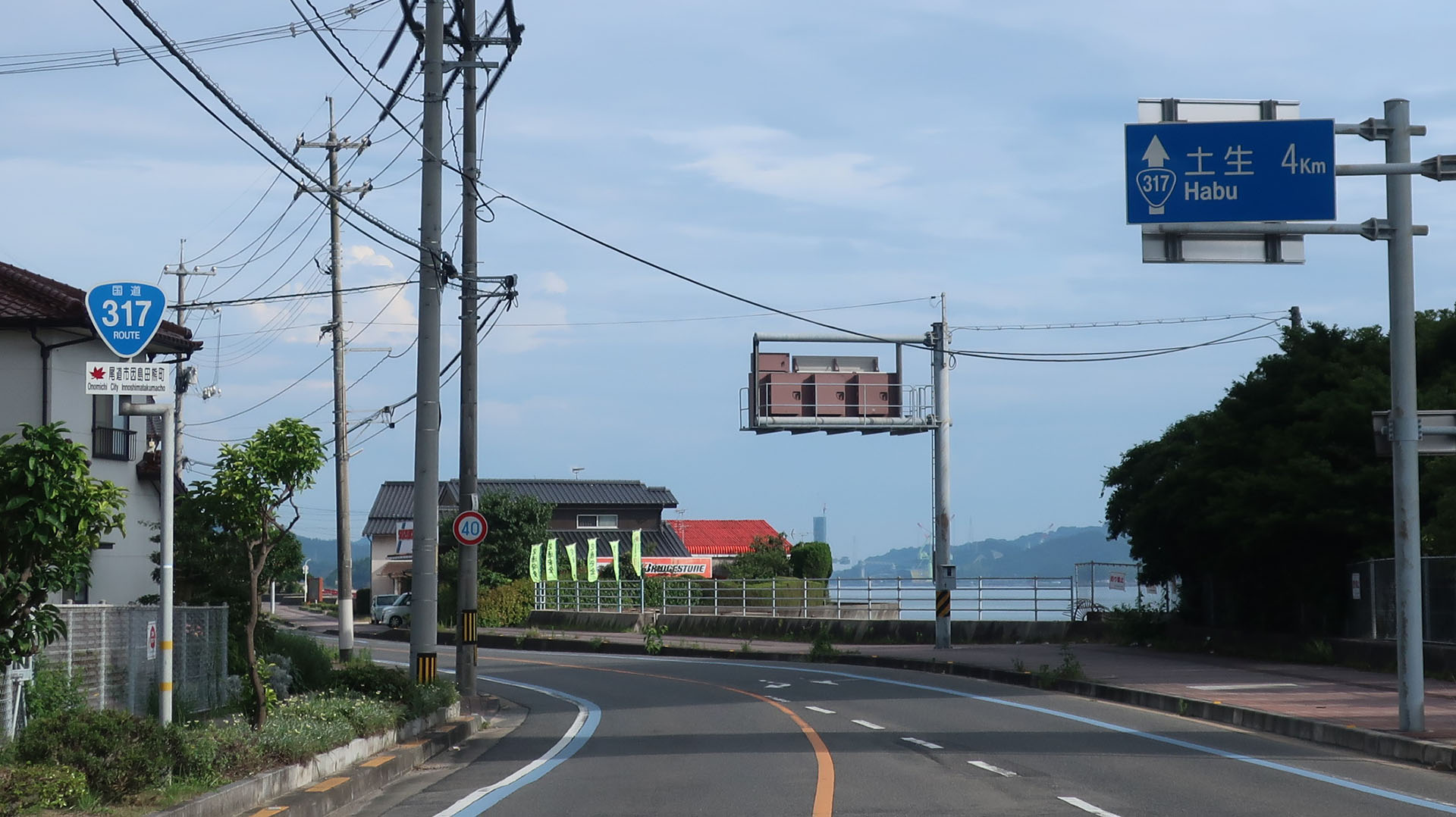
広島県尾道市因島田熊町 （因島）
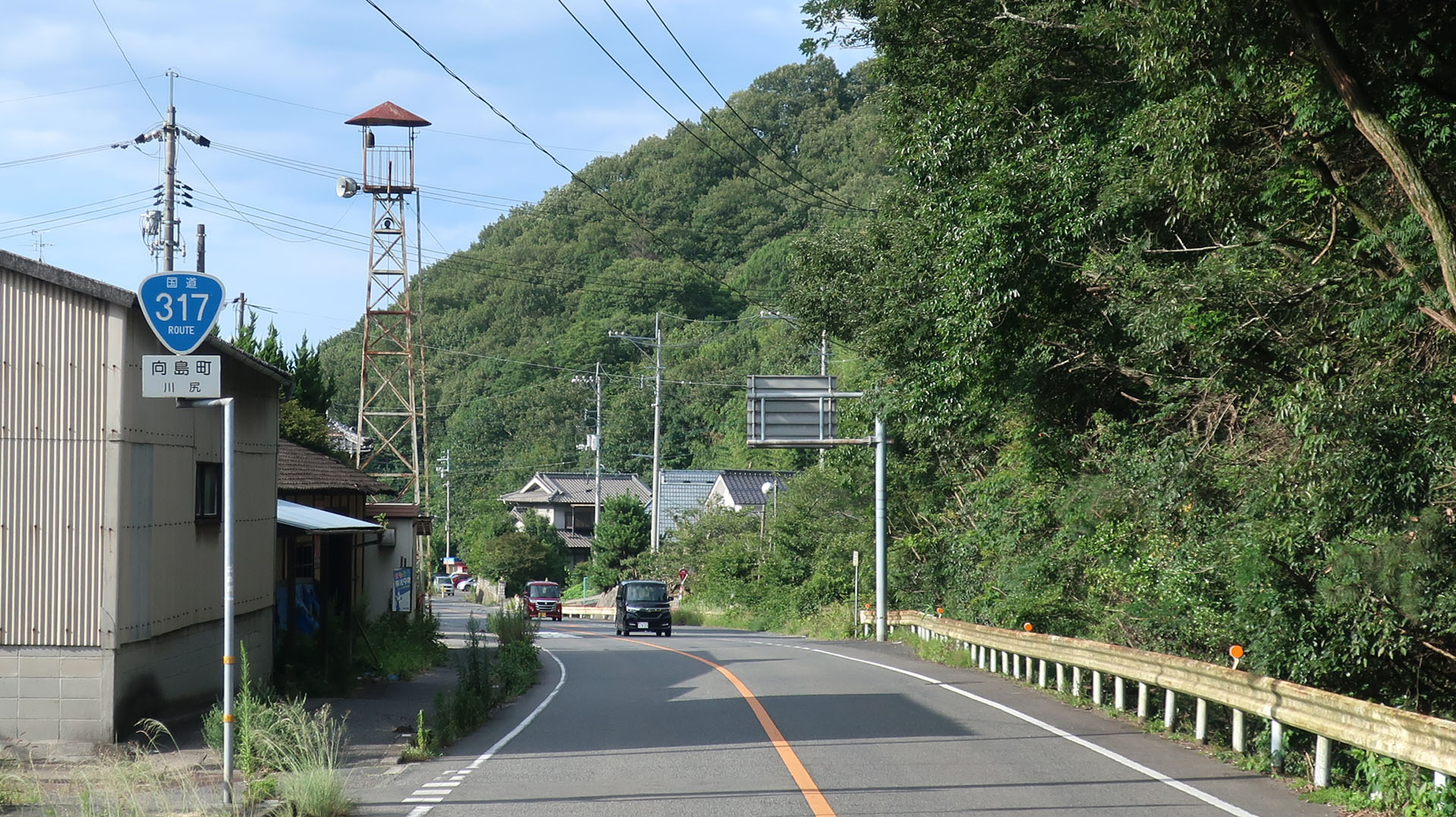
広島県尾道市向島町 （向島）
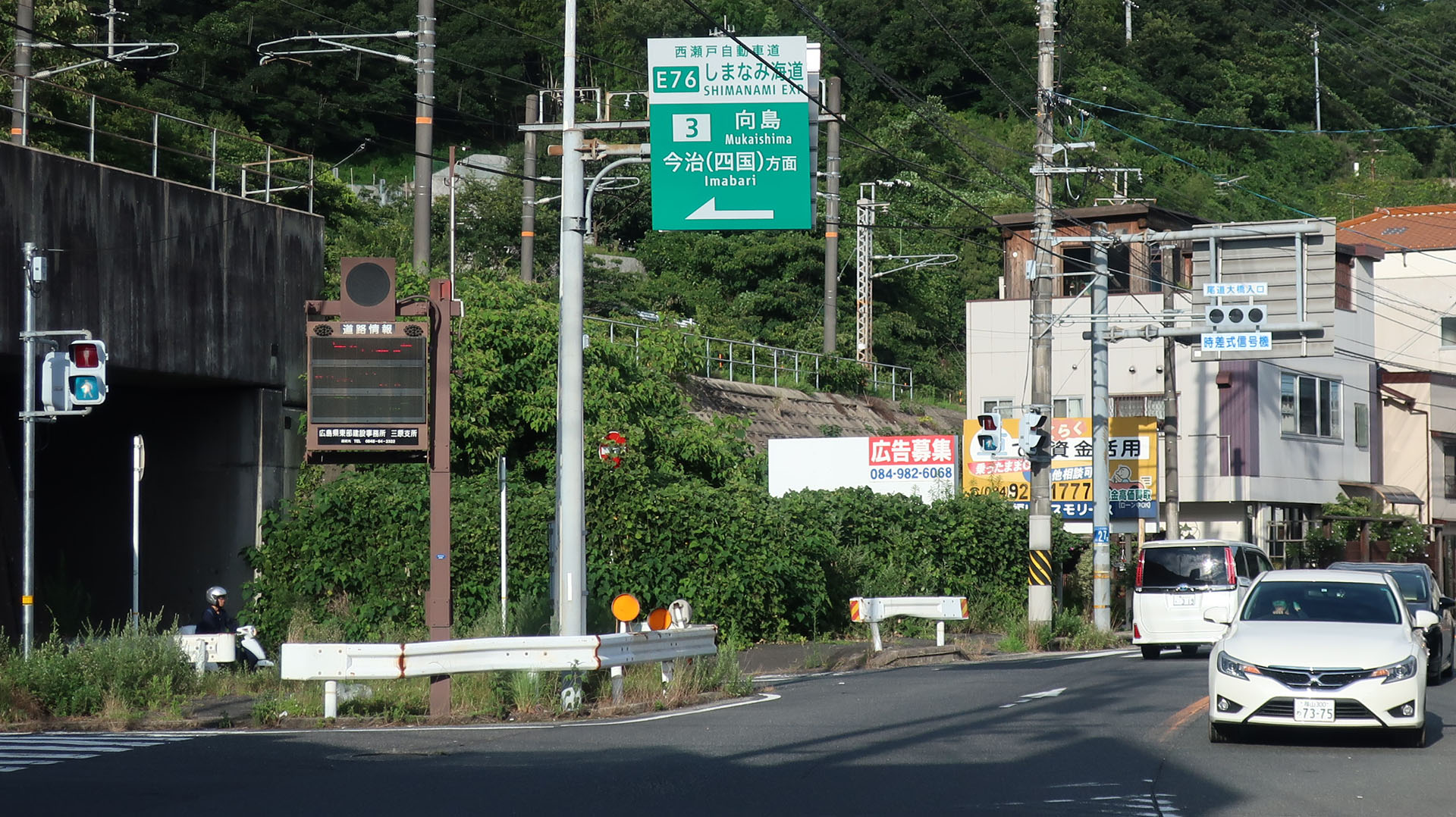
終点の尾道大橋入口交差点 広島県尾道市尾崎本町